# Aleksandr Portnov
Aleksandr Portnov (n. 17 septembrie 1961, Bakı, Republica Sovietică Socialistă Azerbaidjană) este un săritor în apă ce a reprezentat Uniunea Republicilor Sovietice Socialiste, medaliat olimpic. A participat la 2 ediții ale Jocurilor Olimpice (1980, 1988) în care a câștigat o medalie de aur.